# Fergal Ua Ruairc
Fergal Ua Ruairc (mort en 966) est un roi de Connacht de 956 à 966, issu des Uí Briúin une branche des Connachta. Il appartient au sept des Uí Briúin Bréifne qui s'empare avec lui du trône de Connacht au détriment de leurs parents les Uí Briúin Aí.

## Biographie
Fergal mac Airt Ua Ruairc est le petit-fils de Ruarc mac Tigernain (mort en 898) qualifié de « rí Bréifne  ». Il s'empare du trône de Connacht en 956 après la mort de Tadg mac Cathail au détriment du fils de ce dernier Conchobar mac Taidg.
Son règne relativement bref est marqué par un conflit avec les Dál gCais établis dans le nord du Munster sur qui il remporte une victoire à Catinchi, entre Cluain-fearta (Clonfert) et Cluain-mic-Nois (Clonmacnoise) qui lui permet de piller le domaine des Dal-gCais . Les annales des quatre maîtres ajoutent qu'il tue Mathghamain, fils de Ceinneidigh, ainsi que trois petits-fils de Lorcan et sept douzaines de leurs hommes.
Il est tué en 966 par Domnall mac Congalach (mort en 976) roi de Brega, fils de l'ancien Ard ri Erenn Congalach Cnogba ce qui permet à Conchobar mac Taidg le fils de son prédécesseur de récupérer le trône de Connacht. Son fils Aed mac Fergail Ua Ruairc Héritier présomptif du Connacht est tué en 1015 par Tadg in Eich Gil Ua Conchobair du sept Síl Muiredaig amis son petit-fils Art Uallach Ua Ruairc sera également roi de Conacht. La faide entre les deux sept rivaux se poursuivra jusqu'au début du XIIe siècle.

## Sources
- (en) Francis John Byrne, Irish Kings and High-Kings, Londres, Batsford, 1973 (ISBN 0-7134-5882-8).
- (en) T.W Moody, F.X. Martin et F.J. Byrne, A New History of Ireland IX Maps, Genealogies, Lists. A companion to Irish History part II, Oxford, Oxford University Press, 2011, 690 p. (ISBN 978-0-19-959306-4).